# Pesti úti lakótelep
A Pesti úti lakótelep Gyöngyös egyik városrésze a központtól mintegy 1,5 km-re az egykori Gyöngyöspüspöki község területén. A Pesti úti paneltelep 4 és 10 emeletes házakból áll. A lakótelepen minden megtalálható, ami a lakók igényeit kielégíti; vannak üzletek, presszók, újságárus, kozmetika és fodrászat is. A panelházak megépültekor rövid időre a kor követelményei miatt átnevezték Vörös Hadsereg utcára, majd újabb nézetváltás miatt megkapta régi Pesti út nevet. A telep mellett található a felújított és megszépült Dr. Csépe György Uszoda és Termálstrand.

## Koszorúkő

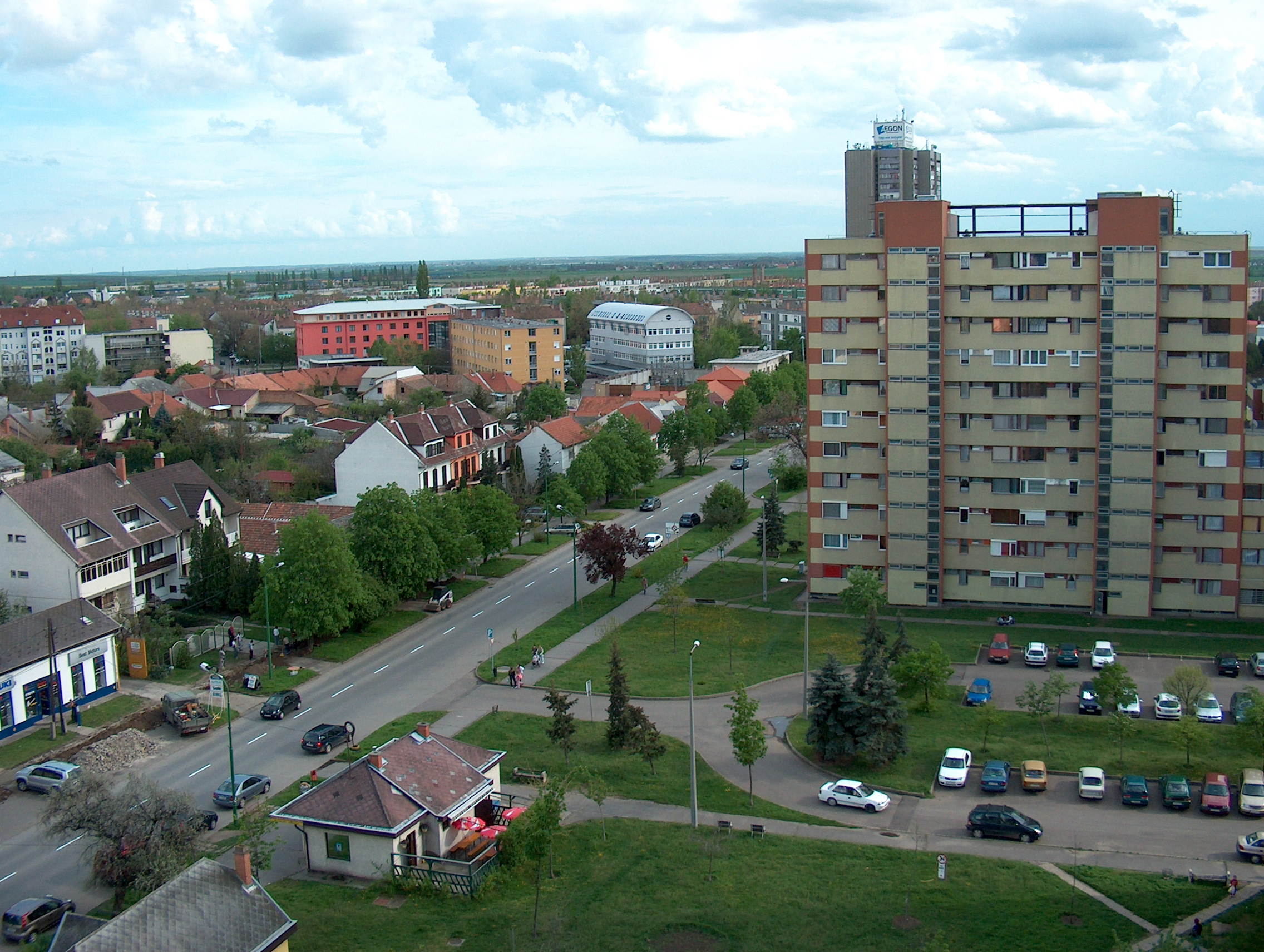
Pesti út egy része

A Pesti úti lakótelepen található hatalmas méretű szikla. A rendszerváltás előtti szocialista időkben április 4-én és november 7-én ezt a követ koszorúzták meg a város vezetői, óvodásai és kisiskolásai.

## Közlekedése
A városban közlekedő hat darab helyi autóbuszjáratból a Pesti úti lakótelepen közlekedő autóbuszok az 1-es, 3-as, 4-es, és a 10-es.